# Podeszwa

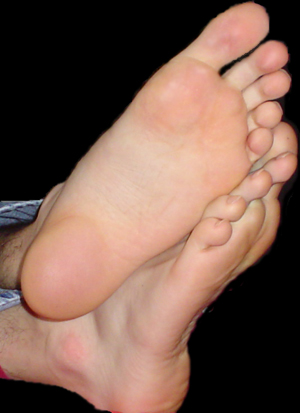
Podeszwa stopy ludzkiej

Podeszwa (łac. planta, planta pedis) – dolna powierzchnia stopy ludzkiej, a także stóp innych zwierząt.